# Oekraïens zaalvoetbalteam (mannen)
Het Oekraïens zaalvoetbalteam is een team van zaalvoetballers dat Oekraïne vertegenwoordigt in internationale wedstrijden.

## Prestaties op eindronden

### WK-historie
| Deelnames aan het Wereldkampioenschap zaalvoetbal | Deelnames aan het Wereldkampioenschap zaalvoetbal | Deelnames aan het Wereldkampioenschap zaalvoetbal | Deelnames aan het Wereldkampioenschap zaalvoetbal | Deelnames aan het Wereldkampioenschap zaalvoetbal | Deelnames aan het Wereldkampioenschap zaalvoetbal | Deelnames aan het Wereldkampioenschap zaalvoetbal | Deelnames aan het Wereldkampioenschap zaalvoetbal |
| Jaar                                              | Ronde                                             | Pld                                               | W                                                 | D                                                 | L                                                 | GS                                                | GA                                                |
| ------------------------------------------------- | ------------------------------------------------- | ------------------------------------------------- | ------------------------------------------------- | ------------------------------------------------- | ------------------------------------------------- | ------------------------------------------------- | ------------------------------------------------- |
| 1989                                              | Niet deelgenomen                                  | Niet deelgenomen                                  | Niet deelgenomen                                  | Niet deelgenomen                                  | Niet deelgenomen                                  | Niet deelgenomen                                  | Niet deelgenomen                                  |
| 1992                                              | Niet deelgenomen                                  | Niet deelgenomen                                  | Niet deelgenomen                                  | Niet deelgenomen                                  | Niet deelgenomen                                  | Niet deelgenomen                                  | Niet deelgenomen                                  |
| 1996                                              | Vierde plaats                                     | 8                                                 | 3                                                 | 2                                                 | 3                                                 | 36                                                | 25                                                |
| 2000                                              | Niet gekwalificeerd                               | Niet gekwalificeerd                               | Niet gekwalificeerd                               | Niet gekwalificeerd                               | Niet gekwalificeerd                               | Niet gekwalificeerd                               | Niet gekwalificeerd                               |
| 2004                                              | 2e ronde                                          | 6                                                 | 3                                                 | 1                                                 | 2                                                 | 16                                                | 15                                                |
| 2008                                              | 2e ronde                                          | 7                                                 | 3                                                 | 1                                                 | 3                                                 | 24                                                | 21                                                |
| 2012                                              | Kwartfinale                                       | 5                                                 | 3                                                 | 1                                                 | 1                                                 | 21                                                | 13                                                |
| 2016                                              | Achtste finale                                    | 4                                                 | 2                                                 | 0                                                 | 2                                                 | 8                                                 | 7                                                 |
| 2021                                              | Niet gekwalificeerd                               | Niet gekwalificeerd                               | Niet gekwalificeerd                               | Niet gekwalificeerd                               | Niet gekwalificeerd                               | Niet gekwalificeerd                               | Niet gekwalificeerd                               |
| 2024                                              | Derde plaats                                      | 7                                                 | 5                                                 | 0                                                 | 2                                                 | 33                                                | 19                                                |
| Totaal                                            | 6/10                                              | 37                                                | 19                                                | 5                                                 | 13                                                | 138                                               | 100                                               |

### EK-historie
| Deelnames aan het EEuropees kampioenschap zaalvoetbal | Deelnames aan het EEuropees kampioenschap zaalvoetbal | Deelnames aan het EEuropees kampioenschap zaalvoetbal | Deelnames aan het EEuropees kampioenschap zaalvoetbal | Deelnames aan het EEuropees kampioenschap zaalvoetbal | Deelnames aan het EEuropees kampioenschap zaalvoetbal | Deelnames aan het EEuropees kampioenschap zaalvoetbal | Deelnames aan het EEuropees kampioenschap zaalvoetbal | Deelnames aan het EEuropees kampioenschap zaalvoetbal |
| Jaar                                                  | Ronde                                                 | AW                                                    | G                                                     | G                                                     | V                                                     | DV                                                    | DT                                                    |                                                       |
| ----------------------------------------------------- | ----------------------------------------------------- | ----------------------------------------------------- | ----------------------------------------------------- | ----------------------------------------------------- | ----------------------------------------------------- | ----------------------------------------------------- | ----------------------------------------------------- | ----------------------------------------------------- |
| 1996                                                  | 5e plaats                                             | 3                                                     | 0                                                     | 1                                                     | 2                                                     | 9                                                     | 12                                                    |                                                       |
| 1999                                                  | Niet gekwalificeerd                                   | Niet gekwalificeerd                                   | Niet gekwalificeerd                                   | Niet gekwalificeerd                                   | Niet gekwalificeerd                                   | Niet gekwalificeerd                                   | Niet gekwalificeerd                                   |                                                       |
| 2001                                                  | Tweede plaats                                         | 5                                                     | 2                                                     | 2                                                     | 1                                                     | 18                                                    | 12                                                    |                                                       |
| 2003                                                  | Tweede plaats                                         | 5                                                     | 3                                                     | 0                                                     | 2                                                     | 19                                                    | 11                                                    |                                                       |
| 2005                                                  | Vierde plaats                                         | 5                                                     | 2                                                     | 0                                                     | 3                                                     | 8                                                     | 12                                                    |                                                       |
| 2007                                                  | Groepsfase                                            | 3                                                     | 0                                                     | 0                                                     | 3                                                     | 5                                                     | 13                                                    |                                                       |
| 2010                                                  | Kwartfinale                                           | 3                                                     | 1                                                     | 1                                                     | 1                                                     | 9                                                     | 9                                                     |                                                       |
| 2012                                                  | Kwartfinale                                           | 3                                                     | 1                                                     | 1                                                     | 1                                                     | 8                                                     | 8                                                     |                                                       |
| 2014                                                  | Kwartfinale                                           | 3                                                     | 1                                                     | 1                                                     | 1                                                     | 2                                                     | 2                                                     |                                                       |
| 2016                                                  | Kwartfinale                                           | 3                                                     | 1                                                     | 0                                                     | 2                                                     | 8                                                     | 9                                                     |                                                       |
| 2018                                                  | Kwartfinale                                           | 3                                                     | 1                                                     | 0                                                     | 2                                                     | 6                                                     | 8                                                     |                                                       |
| 2022                                                  | Vierde plaats                                         | 6                                                     | 2                                                     | 0                                                     | 4                                                     | 19                                                    | 13                                                    |                                                       |
| Totaal                                                | 11/12                                                 | 42                                                    | 14                                                    | 6                                                     | 22                                                    | 111                                                   | 109                                                   |                                                       |